# (17427) Poe
(17427) Poe ist ein im äußeren Hauptgürtel gelegener Asteroid. Er wurde am 4. Februar 1989 von dem belgischen Astronomen Eric Walter Elst am La-Silla-Observatorium der Europäischen Südsternwarte in Chile (IAU-Code 809) entdeckt.
Der mittlere Durchmesser des Asteroiden wurde mit 13,552 (±0,210) Kilometer berechnet, die Albedo mit 0,067 (±0,011). Sie lässt auf eine dunkle Oberfläche schließen.
(17427) Poe wurde am 30. Juli 2007 nach dem US-amerikanischen Schriftsteller Edgar Allan Poe (1809–1849) benannt. Im Benennungstext besonders hervorgehoben wurden seine Sammlung von Erzählungen Tales of the Grotesque and Arabesque (1839) und sein Gedicht Der Rabe (1845). Ein Jahr später, am 20. November 2018, wurde ebenfalls nach Edgar Allan Poe ein Einschlagkrater auf der nördlichen Hemisphäre des Planeten Merkur benannt: Merkurkrater Poe.